# Frederick Cavendish

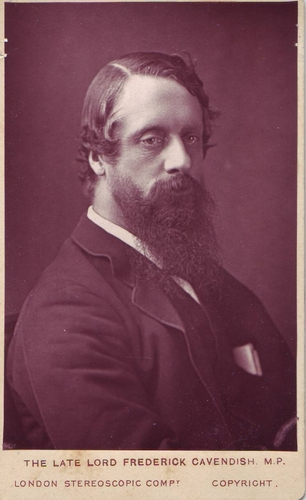
Lord Frederick Charles Cavendish

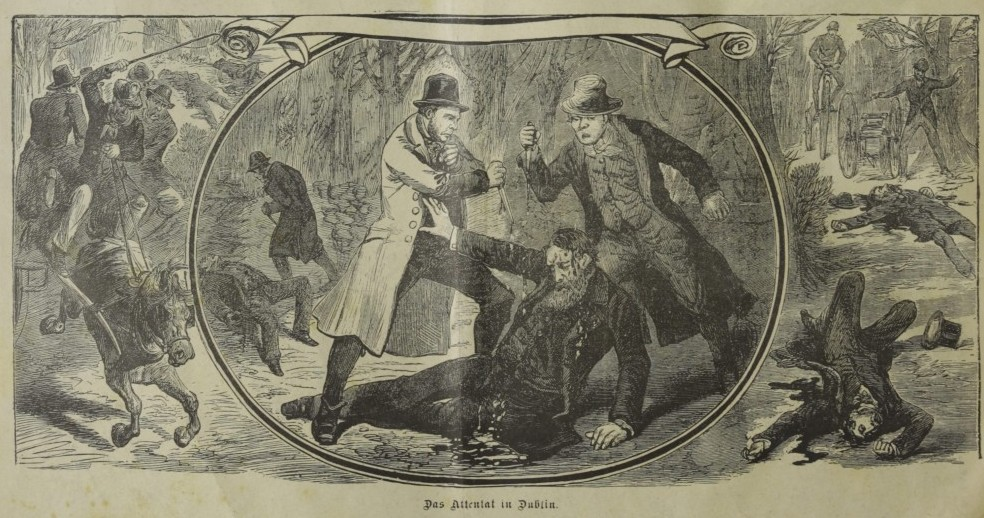
Zeitgenössische Darstellung der Ermordung Cavendishs in der Wochenzeitung Das interessante Blatt vom 25. Mai 1882

Lord Frederick Charles Cavendish PC (* 30. November 1836 in Eastbourne, Sussex; † 6. Mai 1882 in Dublin) war ein britischer liberaler Politiker.

## Leben
Er war der dritte von vier Söhnen des William Cavendish, 7. Duke of Devonshire, aus dessen Ehe mit Lady Blanche Howard, Tochter des George Howard, 6. Earl of Carlisle. Als jüngerer Sohn eines Duke führte er das Höflichkeitsprädikat Lord. Sein älterer Bruder Spencer Cavendish, 8. Duke of Devonshire, war vor seinem Übertritt ins House of Lords unter dem Höflichkeitstitel Marquess of Hartington ebenfalls ein liberaler Unterhausabgeordneter.
Er studierte am Trinity College der Universität Cambridge und diente als Cornet der Duke of Lancaster's Own Yeomanry in der British Army.
Von 1859 bis 1864 arbeitete er als Privatsekretär für Lord Granville. Von 1865 bis 1882 war als Abgeordneter für den Wahlkreis Northern West Riding of Yorkshire Mitglied des House of Commons. Sein Mentor war der britische Premierminister William Ewart Gladstone, der ihn im Mai 1882 zum Chief Secretary for Ireland ernannte. Kaum einige Stunden im Amt, wurden er und der Untersekretär für Irland Thomas Henry Burke von der nationalistischen Gruppierung Irish National Invincibles im Phoenix Park in Dublin ermordet. Dieses Attentat ist heute auch als Phoenix-Park-Morde bekannt.
Er hatte 1864 Hon. Lucy Caroline Lyttelton (1841–1925), Tochter des George Lyttelton, 4. Baron Lyttelton, geheiratet. Die Ehe blieb kinderlos.